# Distrito de Bludenz
El distrito de Bludenz (del alemán: Bezirk Bludenz) es un distrito del estado de Vorarlberg,  Austria.
Tiene una superficie de 1287,52 km², una población de 60.471 (2001), y una densidad de población de 47 hab/km². El centro admninistrativo del distrito es Bludenz.

## Localidades (población año 2018)
- Bartholomäberg 2,352
- Blons 349
- Bludenz 14,539
- Bludesch 2,386
- Brand 719
- Bürs 3,275
- Bürserberg 572
- Dalaas 1,597
- Fontanella 437
- Gaschurn 1,464
- Innerbraz 994
- Klösterle 688
- Lech 1,568
- Lorüns 294
- Ludesch 3,437
- Nenzing 6,239
- Nüziders 4,962
- Raggal 868
- Schruns 3,818
- Silbertal 834
- Sonntag 671
- St. Anton im Montafon 715
- St. Gallenkirch 2,246
- St. Gerold 410
- Stallehr 289
- Thüringen 2,222
- Thüringerberg 714
- Tschagguns 2,195
- Vandans 2,636